# Hickstead (cheval)
Pour l’article homonyme, voir Hickstead.
Hickstead (2 mars 1996 – 6 novembre 2011) est un cheval KWPN bai de saut d'obstacles. Considéré comme l'un des meilleurs chevaux de sa discipline, il est l'étalon de tête d'Éric Lamaze pendant plusieurs années. Il décroche la médaille d'or en individuel et la médaille d'argent par équipes aux Jeux olympiques de Pékin en 2008, et la médaille de bronze aux Jeux équestres mondiaux à Lexington en 2010. Il se fait remarquer au deuxième obstacle lors du barrage de La Baule en 2011 en sautant le chandelier, remportant le derby en même temps. Il meurt d'une rupture de l'aorte au terme du parcours de Vérone.

## Histoire
Hickstead est né en 1996 en Hollande chez Jan Van Schijndel, qui réunit d'excellentes lignées de saut obstacles pour sa jument Jomara. Cependant, l'étalon bai ne plaît pas aux éleveurs ou au stud-book KWPN qui le trouvent trop petit (1,60 m), et pensent qu'il ne pourra pas sauter plus d'1,30 m. 
Éric Lamaze rencontre Hickstead en 2003, lors d'une tournée de commerce en Belgique. Il le trouve trop petit et nerveux et le considère comme un cheval de vitesse, mais décide tout de même de tenter sa chance avec l'étalon de 7 ans. Après des concours difficiles, notamment à Toronto, le couple parvient à accéder au plus haut niveau de la discipline.
Après deux médailles lors des Jeux panaméricains de 2007, Éric Lamaze et Hickstead remportent leur plus belle victoire : la médaille d'or en individuel lors des Jeux Olympiques de Pékin en 2008, l'épreuve se déroulant à Hong Kong. (ainsi qu'une médaille d'argent par équipes). Cette même année, l'étalon termine en tête du classement WBFSH des chevaux de saut d’obstacles et est nommé « cheval de l'année » par le stud-book hollandais.
Le couple mythique continue d'enchaîner les victoires internationales, jusqu'à cette médaille de bronze aux Jeux équestres mondiaux de 2010, à Lexington qui permettra à Hickstead d'être sacré « meilleur cheval des JEM » et d'être nommé « cheval de l'année » pour la troisième fois consécutive.
Hickstead possède un palmarès exceptionnel, il a gagné plus de médailles et de Grands Prix qu'aucun autre cheval en sept ans de carrière (notamment les Grands Prix de La Baule, Rome, ou ses 4 victoires dans la Coupe de la Reine Elizabeth II lors des Masters de Spruce Meadows...)
Le 6 novembre 2011, lors de la 4e étape de la Coupe du monde à Vérone (Italie), Hickstead est victime d'une rupture aortique. Il s'écroule au moment de sortir de la piste, au terme d'un parcours à 4 points. L'épreuve est alors interrompue et les médias internationaux diffusent très rapidement l'information et rendent hommage à celui qui était considéré comme « le meilleur cheval du XXIe siècle ».
Éric Lamaze, profondément bouleversé par ce drame, a choisi de continuer sa carrière malgré la perte du cheval qui a « changé sa carrière et sa vie ».

## Hommage
Le décès brutal du champion Hickstead a provoqué un buzz immédiat sur les réseaux sociaux mondiaux (la vidéo du drame sera vue plus d'un million de fois sur Internet). Les cavaliers présents à Vérone ont préféré cesser la compétition et respecter une minute de silence. De nombreux cavaliers ont, par la suite, témoigné des messages de sympathie à Eric Lamaze et son équipe sur leurs sites internet (Philippe Lejeune, Kevin Staut, Anky van Grunsven...). À l'annonce de la mort de l'étalon, des centaines d'anonymes se sont rendus au terrain de concours de Calgary (Canada), où Hickstead a remporté certaines de ses plus belles victoires internationales. Le couple Éric Lamaze/Hickstead était en effet très apprécié par le public.
4 jours après la mort de son cheval, Éric Lamaze a tenu une conférence de presse à Toronto, retransmise en direct par la télévision canadienne, où il déclarera : « On choisit ce sport parce qu'on l'aime, mais on le choisit aussi parce qu'on aime les animaux. Quand ils meurent ce n'est pas comme briser un bâton de hockey ou une raquette de tennis. Il a changé ma carrière et il représentait tout pour moi. Beaucoup de gens disent que quand tu as un rapport très fort avec un cheval, tu deviens un peu comme lui ou que le cheval devient un peu comme toi. On avait un peu la même personnalité. On était deux gagnants, on avait la même énergie, qui se transformait en choses incroyables. En tout cas maintenant si on me demande pourquoi je l'aimais je répondrais tout simplement : Parce que c'était lui, parce que c'était moi, parce que c'était nous. »
Plusieurs mois après sa mort, Hickstead fait encore l'actualité du monde du saut d'obstacles. En février, un trophée à son nom a été créé par la Fédération équestre canadienne pour récompenser le « cheval de l'année ».
L'artiste canadien Kim Penner a réalisé une série de tableaux immortalisant le champion, dévoilés au public le 13 juin 2012. Les recettes de ce projet iront à l'association Rocky Mountain Show Jumping Hickstead qui aide les jeunes de banlieue à découvrir l’équitation et qui soutient également les jeunes cavaliers. Une cause importante pour Éric Lamaze puisqu'il a lui-même grandi dans la banlieue de Montréal.

## Palmarès
Avec Éric Lamaze  :
- 2007 : 
  - Médaille de bronze en individuel aux Jeux panaméricains
  - Médaille d'argent par équipes aux Jeux panaméricains
  - Vainqueur de la CN International des Spruce Meadows Masters (épreuve dotée à 1 million de dollars) de Calgary (Canada)
- 2008 : 
  -  Médaille d'or en individuel aux Jeux Olympiques
  - Médaille d'argent par équipes aux Jeux Olympiques
  - Vainqueur du Grand Prix du CHI5* de Genève (Suisse)
  - Vainqueur du Grand Prix de Wellington (États-Unis)
  - Vainqueur du Grand Prix de Toronto (Canada)
- 2009 : 
  - 3e de la Finale Top Ten IRJC de Paris
  - Vainqueur des Equita' Masters du CSI5* d'Equita'Lyon (France)
  - Vainqueur de la Coupe de la Reine Elizabeth II lors des Masters de Spruce Meadows, Calgary (Canada)
- 2010 : 
  - Médaille de bronze en individuel aux Jeux équestres mondiaux de Lexington (États-Unis)
  - Vainqueur du Grand Prix du CSIO5* d'Aix-la-Chapelle (Allemagne)
  - 3e de la Finale Top Ten IRJC de Genève
- 2011 :

Il est second du classement mondial des chevaux d'obstacle établi par la WBFSH en octobre 2011.
- - 2e de la Finale Coupe du Monde Rolex FEI de Leipzig
  - Vainqueur du Grand Prix du CSIO5* de La Baule (France)
  - Vainqueur du Grand Prix du CSIO5* de Rome (Italie)
  - Vainqueur de la CN International des Spruce Meadows Masters (épreuve dotée à 1 million de dollars) de Calgary (Canada)
  - Vainqueur du Saut Hermès à Paris, associé à Nina Fagerström et Talent

## Origines
| Origines de Hickstead | Origines de Hickstead | Origines de Hickstead |
| --------------------- | --------------------- | --------------------- |
| Père Hamlet 1989 KWPN | Nimmerdor 1972 KWPN   | Farn 1959 Holsteiner  |
| Père Hamlet 1989 KWPN | Nimmerdor 1972 KWPN   | Ramonaa 1963 KWPN     |
| Père Hamlet 1989 KWPN | Dirbalia 1985 KWPN    | Notaris 1972 KWPN     |
| Père Hamlet 1989 KWPN | Dirbalia 1985 KWPN    | Webalia 1979 KWPN     |
| Mère Jomara 1991 KWPN | Ekstein 1986 KWPN     | Zion 1981 KWPN        |
| Mère Jomara 1991 KWPN | Ekstein 1986 KWPN     | Zaniki 1981 KWPN      |
| Mère Jomara 1991 KWPN | Fomara 1987 KWPN      | Ulft 1978 KWPN        |
| Mère Jomara 1991 KWPN | Fomara 1987 KWPN      | Romara 1979 KWPN      |